# Diócesis de las Islas Feroe (antigua)
La diócesis de las Islas Feroe o de Kirkjubøur (en latín: Dioecesis Fareyensis y en danés: Kirkjubøur Stift) fue una circunscripción eclesiástica de la Iglesia católica en las Islas Feroe, convertida en luterana por decisión del rey de Dinamarca y Noruega del 2 de septiembre de 1537, quedó suprimida de hecho al renunciar su último obispo católico en 1538. Se trataba de una diócesis latina, sufragánea de la arquidiócesis de Nidaros. 

## Territorio y organización

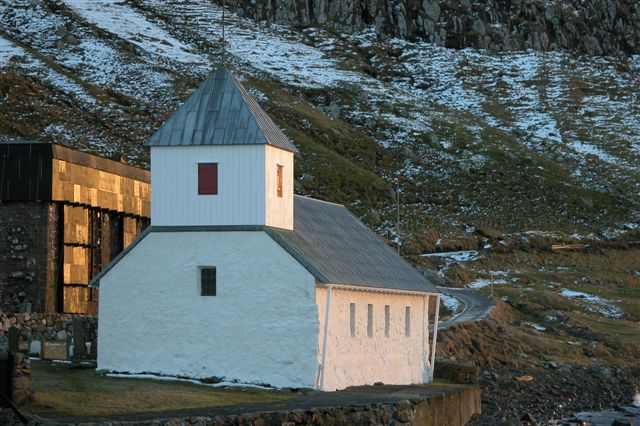
Iglesia de San Olaf (Kirkjubøur) (actualmente luterana), construida en el

La diócesis extendía su jurisdicción sobre los fieles católicos de rito latino residentes en las islas Feroe, que al momento de la supresión de la diócesis era parte del Reino de Dinamarca y Noruega. Desde el 29 de abril de 1953 el área es parte de la diócesis de Copenhague.
La sede de la diócesis se encontraba en el pueblo de Kirkjubøur en la isla Streymoy, hoy en el municipio de Tórshavn, en donde se hallaba la Catedral de San Magnus (hoy en ruinas) y la excatedral de San Olaf (hoy perteneciente a la Iglesia de las Islas Feroe).

## Historia
En 625 monjes de Irlanda se trasladaron a las islas Feroe, en donde vivieron una vida ermitaña y dedicaron tiempo a criar ovejas y a cultivar avena y otros cultivos. Probablemente los monjes se trasladaron a Islandia alrededor del año 800, cuando llegaron los vikingos.
En 999 el rey de Noruega Olav Tryggvason envió al líder vikingo Sigmundur Brestisson con algunos sacerdotes al archipiélago para bautizar al pueblo e instruirlo en la fe cristiana. El relato de la conversión al cristianismo, que también se llevó a cabo con el uso de la fuerza, se encuentra en la Saga Færeyinga.
La misión evangelizadora de las islas continuó en el siglo siguiente, gracias al apoyo de algunos obispos misioneros. Uno de ellos, Bjarnvard (Bernardo), se trasladó a Noruega en 1066, fundando la diócesis de Selje (luego Bergen), de la que dependían los católicos del archipiélago.
Hacia finales de los años 1000 o principios del siglo XII fue erigida la diócesis de las Islas Feroe separada de la diócesis de Bjørgvin o Selje. Tenía sede en Kirkjubøur, donde se ubicaba la catedral y una escuela de teología para la formación de sacerdotes. En esta escuela también se formó el futuro rey de Noruega, Sverre I. La diócesis se organizó en 7 parroquias, se construyeron numerosas iglesias y se organizaron celebraciones litúrgicas que marcaron profundamente la vida de los habitantes.
No se han encontrado rastros de monasterios en el archipiélago de las islas Feroe, pero algunos topónimos revelan que hubo algunos monasterios en el pasado.
Inicialmente fue sufragánea de la arquidiócesis de Bremen-Hamburgo. En 1104 pasó a formar parte de la provincia eclesiástica de la arquidiócesis de Lund y en 1153 pasó a ser sufragánea de arquidiócesis de Nidaros.
Los obispos fueron elegidos por el cabildo catedralicio de Bergen y confirmados por los metropolitanos. El más conocido, gracias a una biografía escrita en el siglo XIV, es Erlendur († 1308), canónigo de Bergen, que fue elegido en 1269. Fue el responsable de la construcción de la Catedral de San Magnus en reemplazo de la de San Olaf, lo que causó el descontento entre los habitantes de las islas Feroe porque ya no querían pagar los altos impuestos de la Iglesia. Su episcopado representa el apogeo de la vida de la diócesis, al que siguió un largo período de decadencia. Erlendur fue derrocado y probablemente escapó, aunque otras tradiciones dicen que fue asesinado en la catedral. Entre 1453 y 1533 no se conoció ningún obispo para esta diócesis, que permaneció vacante durante 80 años.
El último obispo católico de las islas fue Ámundur Ólavsson. Ya durante su episcopado hubo signos de cierta intolerancia hacia el papado de Roma. De hecho, el obispo no había sido elegido por el capítulo de Bergen, sino por los propios habitantes de las islas y confirmado por el rey. Además, la Iglesia local había dejado de pagar el Óbolo de San Pedro desde 1520.
El 2 de setiembre de 1537 el rey Cristián II de Dinamarca firmó el Ordinatio ecclesiastica regnorum Daniae et Norwegiae et ducatuum Slesvicencis, Holtsatiae etc. etc., por el que en el Reino de Dinamarca y Noruega las diócesis fueron convertidas en superintendencias luteranas, deponiendo formalmente a los obispos católicos. No está claro cómo se introdujo la Reforma en las islas Feroe, pero se cree que en 1538 Ólavsson se vio obligado a renunciar. Su puesto fue ocupado por el superintendente luterano Jens Gregoriussen Riber desde 1540 hasta 1556, sin ser obispo. No se nombró ningún sucesor y en 1557 se abolió la diócesis luterana anexando las islas a la diócesis luterana de Bjørgvin. En 1540 el rey se apoderó de todas las propiedades eclesiásticas, incluido el seminario. Con el advenimiento de la reforma protestante, los habitantes de las islas abrazaron la nueva confesión religiosa. A finales del siglo XVI la confesión católica había desaparecido en las islas Feroe.
La diócesis de las Islas Feroe fue restaurada por la Iglesia del Pueblo Danés el 15 de noviembre de 1990. El 29 de julio de 2007 la Iglesia luterana en las Islas Feroe se convirtió en una Iglesia independiente, estructurada en una única diócesis.

## Episcopologio

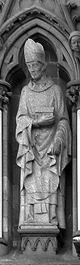
El obispo Erlendur

- Gudmund † (circa 1086-circa 1116 falleció)[nota 1]
- Orm †
- Mathias † (circa 1116-1157/1158 falleció)
- Roe † (1162-?)
- Svend † (?-1212 falleció)
- Sverker † (1216-1237 falleció)
- Bergsven † (circa 1237-1243 falleció)
- Nikolaus †
- Peter † (1246-19 de agosto de 1257 nombrado obispo de Bergen)
- Gaute † (1267-1268 falleció)
- Erlendur † (1269-13 de junio de 1308 falleció)
- Lodin † (1309-1316 falleció)
- Signar † (1320-circa 1342 falleció)
- Håvard † (circa 1342-1348 falleció)
- Arne † (circa 1348-? falleció)
- Arne Svæla † (18 de diciembre de 1359-?)
- Rikard † (falleció)
- William Northbrigg, O.P. †
- Vigbold, O.F.M. † (23 de enero de 1391-?)
- Jon den dominikanske, O.P. † (9 de diciembre de 1407-? falleció)
- Severinus, O.F.M. † (4 de mayo de 1431-?)
- Jon høvdingen, O.F.M. † (31 de enero de 1435-?)
- Hemming † (1442-1453 falleció)
- Jon † (1 de junio de 1453-?)
  - Sede vacante
- Ámundur Ólavsson † (enero de 1533-1538 renunció)